# Hydrocena
Hydrocena ist eine Gattung landlebender Schnecken aus der Überordnung der Neritimorpha (Unterklasse Orthogastropoda). Es sind sehr kleine Formen, die in feuchten Habitaten oft nahe den Küsten oder in feuchten Schluchten leben. Die ältesten Vertreter der Gattung kennt man aus dem Miozän (Neogen).

## Merkmale
Die Vertreter der Gattung Hydrocena besitzen kleine, rundlich-eiförmige Gehäuse mit nur wenigen, konvex gewölbten Umgängen. Die Oberfläche ist im Wesentlichen glatt. Die rundlich-eiförmige, am oberen Ende gewinkelte Mündung ist ganzrandig. Der Mundrand ist einfach ausgebildet und nicht verdickt. Der kalkige Verschlussdeckel (Operculum) ist halbkreisförmig mit deutlichen Anwachslinien; der Nukleus sitzt am linken unteren Rand. In der unteren Hälfte an der Innenseite des Deckels sitzt ein kräftiger, konischer Fortsatz. Die Kiemen sind rückgebildet, die Atmung erfolgt über die Gewebeauskleidung der Mantelhöhle. Die Tiere sind getrenntgeschlechtlich.

### Unterschiede
Die Gattung Georissa Blanford, 1864 unterscheidet sich von Hydrocena lediglich durch die Spiralstreifung des Gehäuses. Die meisten Arten sind nur durch das Gehäuse bekannt. Es ist daher unklar, ob Hydrocena wirklich eine monophyletische Gruppe darstellt.

## Geographische Verbreitung und Lebensraum
Die wenigen Arten der Gattung leben sehr zerstreut in Südosteuropa, auf den Kanarischen Inseln, den Azoren, in Ostafrika und in Papua-Neuguinea. Sie sind auf sehr feuchte Biotope nahe der Küste, auf feuchte Gebirgstäler und die Tropen beschränkt.

## Taxonomie und Nomenklatur
Louis Parreyss, ein Sammler und Händler naturwissenschaftlicher Objekte, sammelte die ersten Tiere dieser Art in der Nähe des damals zu Dalmatien gehörenden Ortes Cattaro, heute Kotor in Montenegro. Er versandte sie zuerst unter dem Namen Paludina Sirkii Parr., später unter dem Namen Hydrocaena Sirkii Parr. Weder der Artname Sirkii noch der Gattungsname Hydrocaena wurden von Parreyss formal publiziert und sind somit nomina nuda. 1844 beschrieb Heinrich Carl Küster Funde von Paludina (Hydrocena) Sirkii Parr.; Hydrocena als Name der Gattungsgruppe und auch der Artname sirkii wurden somit von Küster erstmals gültig publiziert. Herrmannsen (1846) führt die Gattung Hydrocena mit Parreyss als Autor auf. Paludina (Hydrocena) sirkii Küster, 1844 ist formal die Typusart der Gattung durch Monotypie, ist jedoch ein jüngeres Synonym von Hydrocena cattaroensis.
Herrmannsen leitet den Namen von griech. ὕδωρ = Wasser und κενός = leer, verwaist ab.
Manche Autoren unterscheiden zwei Untergattungen:
- Hydrocena (Hydrocena) Küster, 1844
- Hydrocena (Omphalotropis) Pfeiffer, 1851

Omphalotropis besitzt zwar ein sehr ähnlich aussehendes Gehäuse, ist jedoch mit der Gattung Hydrocena nicht näher verwandt, sondern gehört zur Familie Assimineidae, Überfamilie Rissooidea in der Überordnung der Caenogastropoda.
Derzeit werden etwa sechs rezente Arten und drei fossile Arten zur Gattung Hydrocena gestellt. Die Unterschiede zur Gattung Georissa sind jedoch sehr gering.
- Cattaro-Hohlhäuschen (Hydrocena cattaroensis (Pfeiffer, 1841))
- †Hydrocena dubrueilliana (Paladilhe, 1873), Pliozän[1][5]
- Hydrocena gutta Shuttleworth, 1852[6]
- Hydrocena kenyana Connolly, 1929[7]
- Hydrocena noticola Benson, 1856[8]
- †Hydrocena puisseguri Schlickum 1975, Pliozän[1]
- †Hydrocena trolli Schlickum, 1979, Astaracium, Mittleres Miozän[9]
- Hydrocena spiralis Wiktor, 1998[10]
- Hydrocena tanzaniensis Verdcourt, 2004[7]

In der Literatur und auf Websites finden sich noch weitere Arten, die zur Gattung Hydrocena gestellt werden, die jedoch inzwischen anderen Gattungen zugewiesen wurden, so z. B. Hydrocena cerea Pfeiffer, 1857 (heute Gattung Omphalotropis), Hydrocena gowerensis Iredale, 1944 (Typusart der Gattung Monterissa) und Hydrocena monterosatiana Godwin-Austen & Nevill, 1879 (heute Gattung Georissa). Auch die vielen unter dem Gattungsnamen Hydrocena aufgestellten Arten des pazifischen Raumes werden heute fast ausschließlich in die Gattungen Assiminea oder Georissa gestellt.

## Belege